# El exorcismo de Emily Rose
El exorcismo de Emily Rose es una película de terror estadounidense de 2005 dirigida por Scott Derrickson. Fue protagonizada por Tom Wilkinson, Laura Linney y Jennifer Carpenter. El guion fue escrito por el propio director y Paul Harris Boardman. La película sigue a una autoproclamada agnóstica (Linney) que actúa como abogada defensora de un párroco (Wilkinson) acusado de homicidio por negligencia después de realizar un exorcismo. La historia está vagamente inspirada en el caso de la vida real de Anneliese Michel.
Después de su estreno, la película obtuvo críticas mixtas, aunque elogios por la interpretación de Carpenter. Consiguió recaudar 145.166.804 dólares en todo el mundo.

## Sinopsis
Richard Moore (Tom Wilkinson) es un sacerdote acusado de homicidio por negligencia por la muerte de la joven Emily Rose (Jennifer Carpenter). Esta católica devota empezó a tener visiones aterradoras tras asistir a la universidad y decide contactar con el cura, pues se convence de que necesita un exorcismo. Ahora, la abogada agnóstica Erin Bruner (Laura Linney) decide arriesgar su reputación ayudando al padre Moore. En boca de la mismísima joven, estaba poseída en total por seis demonios: Lucifer, Caín, Judas Iscariote, Nerón, Belial, Legión.

## Argumento
Erin Bruner, una ambiciosa abogada que busca convertirse en socia principal en su bufete de abogados, toma el caso del Padre Richard Moore, un sacerdote diocesano católico acusado de homicidio negligente luego de un intento de exorcismo de la estudiante de 19 años Emily Rose. Si bien la archidiócesis quiere que Moore se declare culpable para minimizar la atención pública del crimen, Moore se declara inocente. Durante el juicio, las declaraciones de los testigos se visualizan a través de flashbacks. El fiscal Ethan Thomas interroga a varios médicos y neurólogos para establecer una causa médica para la muerte de Emily, particularmente la epilepsia y la esquizofrenia. Emily había abandonado sus estudios universitarios después de ser constantemente afectada por delirios y espasmos musculares a las 3:00 a. m. Regresó a la casa de sus padres y fue tratada con medicamentos para la epilepsia y la psicosis. Moore fue consultado cuando su condición no mejoró, y su evaluación y observaciones lo llevaron a la conclusión de que Emily era víctima de una posesión demoníaca. Con el consentimiento de los padres, Moore sometió a Emily a un exorcismo que finalmente fracasó. Moore supuso que los medicamentos que tomaba Emily eran los culpables de la expulsión fallida, ya que paralizaron la actividad cerebral de Emily y mantuvieron al demonio fuera de su alcance.
Moore desea contar la historia de Emily, da su testimonio cuando lo llaman al estrado de los testigos. Bruner comienza a experimentar fenómenos sobrenaturales en su casa y se despierta a las 3:00 a. m. con olor a material quemado. Moore le advierte que ella puede ser un objetivo para los demonios, y le revela que él también ha experimentado fenómenos similares la noche en que estaba preparando el exorcismo. Bruner apoya a Moore convocando a la antropóloga Sadira Adani para que testifique acerca de las creencias que rodean la posesión espiritual de varias culturas, pero Thomas rechaza sus afirmaciones como una tontería. Graham Cartwright, un médico que asistió al exorcismo, le da a Bruner una cinta de casete en la que se grabó el exorcismo, y Moore presenta la grabación como evidencia. El testimonio de Cartwright en la corte para refutar la acusación es truncado cuando un automóvil lo atropella en una calle repentinamente, matándolo. Bruner, angustiada, se retira a su oficina, donde su jefe la amenaza con un despido si le permite a Moore testificar nuevamente. Bruner visita a Moore en su celda, donde él la convence de que le permita contar el resto de la historia de Emily a pesar de la amenaza de su jefe.
Al día siguiente, Moore vuelve al estrado y lee una carta que Emily escribió antes de morir. En la mañana después del exorcismo, Emily tuvo una aparición mariana en un campo cerca de su casa y se le permitió elegir entre ascender al cielo o seguir en la tierra. Sin embargo, Emily decidió soportar su sufrimiento y luego recibió estigmas en sus manos; Thomas no interpreta las marcas como un signo divino, sino más bien como rastros de lesiones autoinfligidas al rodear con sus manos el alambre con pinchos de la cerca de la granja. El jurado finalmente llega a un veredicto de culpabilidad, pero sorprende al tribunal al pedirle a la jueza Brewster que dé al acusado una sentencia de tiempo cumplido. Aunque momentáneamente sorprendida por la sugerencia, Brewster finalmente acepta, y Moore es libre de irse. Complacido con el resultado, el jefe de Bruner le ofrece el puesto de socia principal en el bufete, pero ella rechaza el ascenso. Más tarde, Moore y Bruner visitan la tumba de Emily, el sacerdote afirma que cree que algún día Emily será declarada santa.

## Reparto
- Laura Linney como Erin Christine Bruner
- Tom Wilkinson como Padre Richard Moore
- Campbell Scott como Ethan Thomas
- Jennifer Carpenter como Emily Rose
- Marilyn Norry como Maria Rose
- Andrew Wheeler como Nathaniel Rose
- Joshua Close como Jason
- Colm Feore como Karl Gunderson
- JR Bourne como Ray
- Mary Beth Hurt como Juez Brewster
- Kenneth Welsh como Dr. Mueller
- Duncan Fraser como Dr. Graham Cartwright
- Henry Czerny como Dr. Briggs
- Shohreh Aghdashloo como Dra. Sadira Adani

## La historia
En 1976 murió Anneliese Michel, una joven alemana católica, después de someterse a varios exorcismos y asegurar que estaba poseída por seis demonios diferentes: Lucifer, Caín, Judas, Nerón, Hitler y un sacerdote corrupto del siglo XVI de apellido Fleischmann (estos dos últimos fueron sustituidos por Belial y Legión en la película). Antes de morir llegó a destrozarse las rodillas mediante la genuflexión. Su autopsia atribuyó su muerte a desnutrición, siendo sus padres y sacerdotes participantes juzgados y condenados por negligencia médica. Después de su muerte su tumba es un sitio turístico.

## Premios y candidaturas
La película tuvo un total de 4 premios y 8 candidaturas que se enumeran a continuaciónː
| Premio                | Categoría                                | Candidatos         | Resultado |
| --------------------- | ---------------------------------------- | ------------------ | --------- |
| Premios Saturn        | Mejor película de terror                 |                    | Ganadora  |
| Premios Saturn        | Mejor actriz                             | Laura Linney       | Candidata |
| Premios Saturn        | Mejor actriz de reparto                  | Jennifer Carpenter | Candidata |
| Premios Chainsaw      | Mejor heroína                            | Laura Linney       | Candidata |
| Premios Chainsaw      | Mejor película con estreno internacional |                    | Candidata |
| Premios Chainsaw      | Mejor actriz de reparto                  | Jennifer Carpenter | Candidata |
| Premios Chainsaw      | Mejor música                             | Christopher Young  | Candidata |
| Golden Schmoes Awards | Mejor película de terror del año         |                    | Candidata |
| Golden Trailer Awards | Mejor tráiler de terror                  |                    | Ganadora  |
| MTV Movie Awards      | Mejor simulación de miedo                | Jennifer Carpenter | Ganadora  |
| MTV Movie Awards      | Actuación revelación                     | Jennifer Carpenter | Candidata |
| Scream Awards         | Breakout Performance                     | Jennifer Carpenter | Ganadora  |